# Hermanas de la Caridad de Santa Isabel
La Congregación de Hermanas de la Caridad de Santa Isabel (oficialmente en latín: Congregatio Sororum Caritatis a Sancta Elisabeth) es un congregación religiosa católica femenina, de vida apostólica y de derecho pontificio, fundada en 1856 por el obispo estadounidense James Roosevelt Bayley, en Newark. A las religiosas de este instituto se les conoce como hermanas de la caridad de Newark o simplemente como setonianas de Newark. Sus miembros posponen nombres las siglas S.C.

## Historia

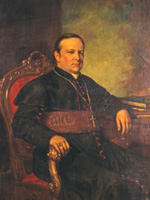
James Roosevelt Bayley (1814-1877), considerado uno de los fundadores de la congregación.

La congregación tiene su origen en las Hermanas de la Caridad de Nueva York, fundadas en 1847 por la religiosa Elizabeth Boyle, que a su vez provenían de la congregación fundada por Isabel Ana Bayley. La superiora general de este instituto envió en 1853 a dos religiosas y cinco novicias para abrir una comunidad en Newark (Nueva Jersey), por petición del obispo James Roosevelt Bayley (sobrino de la Isabel Bayley), de la diócesis homónima. Las religiosas se formaron inicialmente con las Hermanas de la Caridad de Cincinnati y, posteriormente, asumieron la dirección de algunas escuelas parroquiales, orfanatos y hospitales. A pesar de haber sido fundadas por la congregación de Nueva York, la casa de Newark se mantuvo independiente y formó una congregación autónoma, adoptando el nombre de Hermanas de la Caridad de Santa Isabel.
La congregación de Newark recibió la aprobación como congregación religiosa de derecho diocesano en 1859, de parte del obispo James Roosevelt Bayley, quien es considerado uno de sus fundadores. La primera superiora general fue Mary Xavier Mehegan. El papa Pío XII elevó el instituto a congregación religiosa de derecho pontificio, mediante decretum laudis del 30 de septiembre de 1957.
Entre las hermanas de este instituto destacan, la primera superiora general Mary Xavier Mehegan, quien es considerada una de las fundadoras y la religiosa estadounidense Miriam Teresa Demjanovich, quien es venerada como beata en la Iglesia católica.

## Organización
La Congregación de Hermanas de la Caridad de Santa Isabel es un instituto religioso de derecho pontificio y centralizado, cuyo gobierno es ejercido por una superiora general, es miembro de la Federación de Hermanas de la Caridad de la Tradición Vicentina-Setoniana y su sede central se encuentra en Newark (Estados Unidos).
Las setonianas de Newark se dedican a la educación e instrucción cristiana de la juventud, al cuidado de los niños huérfanos y a la atención de madres solteras. En 2017, el instituto contaba con 301 religiosas y 94 comunidades, presentes en El Salvador, Estados Unidos y Haití.